# Adriana Jiménez

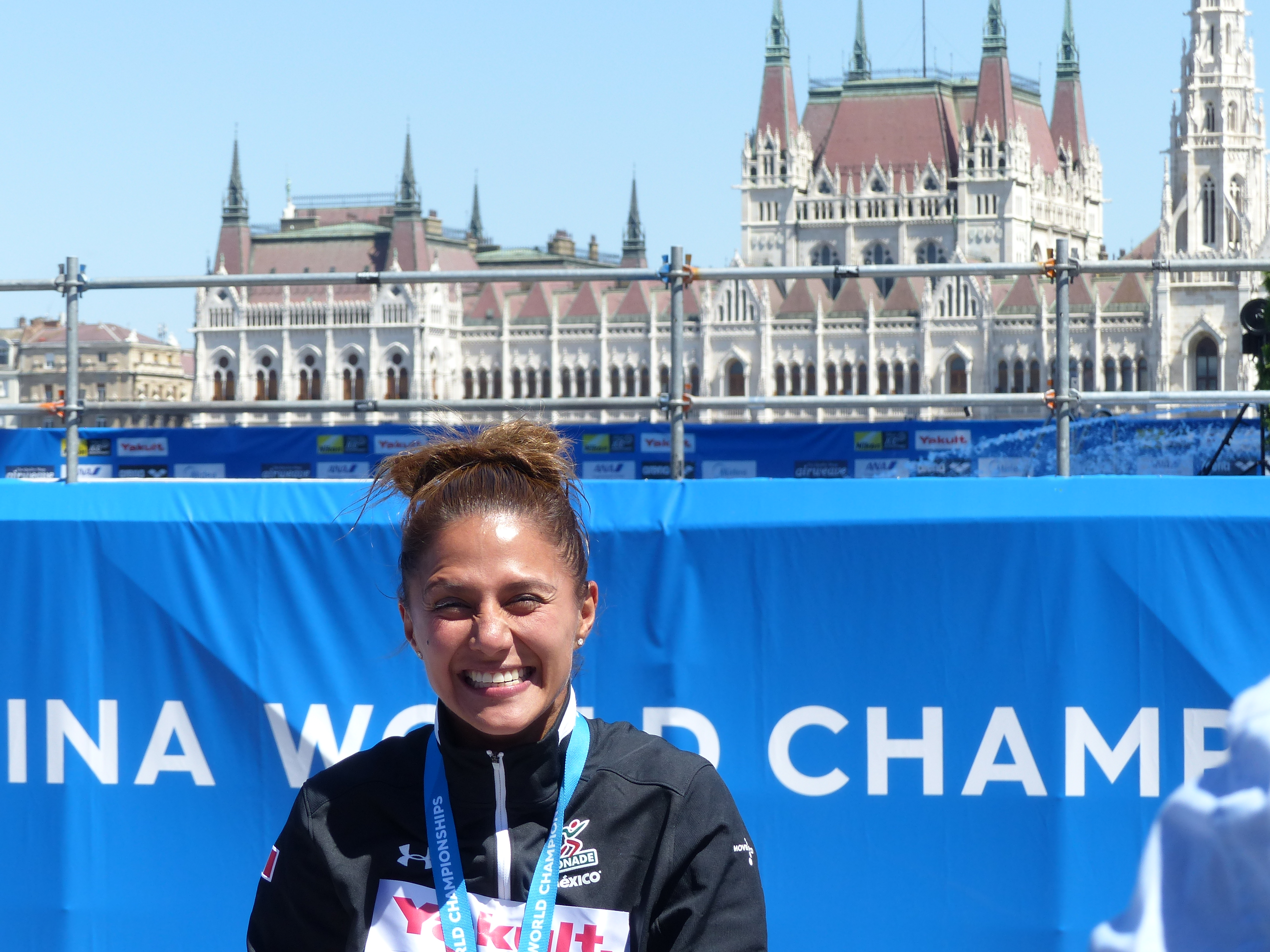
Adriana Jiménez en el Campeonato Mundial de Clavados de Altura 2017.

Adriana Jiménez (Ciudad de México, 20 de enero de 1985) es una clavadista de altura mexicana. Es la primera mexicana en ganar una medalla de plata en el Campeonato Mundial de Natación FINA en clavados de altura. Además de tener el primer lugar en la Serie Mundial de Redbull.
Comenzó desde niña practicando clavados de plataforma, pero al no quedar seleccionada para las Olimpiadas, prefirió frenar su formación, alejándose totalmente de los clavados, en el 2014, diez años después, gracias a una oferta de trabajo en un show de clavados, regresó a la práctica y logró retomar el ritmo.

## Trayectoria
- 2017 Ganadora Red Bull Cliff Diving Series Mundiales Femeninas en Azores (POR)
- 2017 2a Campeonatos del Mundo FINA de High Diving
- 2015 2a Red Bull Cliff Diving Series Mundiales en San Miguel, Azores (POR)
- 2014 2a Red Bull Cliff Diving Sweries Mundiales Femeninas en Yucatán (MEX, wildcard)
- 2004 19a Copa del Mundo desde 10 m y preolímpicos en Atenas (GRE), clasificándose para los Juegos Olímpicos de México